# Teodor Cosma
Teodor Cosma, né le 7 août 1910 à Bucarest (Roumanie) et mort le 6 octobre 2011 à Paris (15e), est un pianiste et chef d'orchestre roumain.
Il est le père du compositeur Vladimir Cosma, et le frère du compositeur et chef d'orchestre Edgar Cosma.

## Biographie
Descendant d'une famille originaire de Craiova, Teodor Cosma est né à Bucarest, où il étudie au conservatoire national de musique. Il se perfectionne ensuite à Paris, notamment auprès du pianiste Lazare-Lévy (à l'École normale de musique), ainsi que de Jean Wiener. Au début des années 1930, il retourne en Roumanie où il dirige différents orchestres, avant de prendre en 1950 la tête de l'orchestre d'Electrecord, la principale maison de disques roumaine.
Il découvre et aide aux débuts de nombreux musiciens roumains, parmi lesquels le compositeur Marius Constant et le chef d'orchestre Sergiu Celibidache.
Il quitte son pays en 1962 avec sa femme et son fils Vladimir Cosma.
Il meurt le 6 octobre 2011 à Paris 15e, à l'âge de 101 ans. Ses obsèques sont célébrées au crématorium du Père-Lachaise où il est incinéré.

## Distinction
- Officier de l'ordre du Mérite culturel (ro), du 7 février 2004[5].